# مرسی (الجزایر)
مرسی (به عربی: المرسى) یک شهرداری در الجزایر است که در استان الشلف واقع شده‌است.